# Bindax
Bindax là một chi nhện trong họ Salticidae.